# Kanarin Thawornsak
Kanarin Thawornsak (tiếng Thái: กานต์นรินทร์ ถาวรศักดิ์, sinh ngày 27 tháng 5 năm 1997), là một cầu thủ bóng đá người Thái Lan thi đấu ở vị trí tiền vệ cho câu lạc bộ Giải bóng đá Ngoại hạng Thái Lan PT Prachuap.